# World Rally Car
Als World Rally Car oder kurz WRC werden Rallyefahrzeuge bezeichnet, die nach einem von der Fédération Internationale de l’Automobile (FIA) ausgeschriebenen Reglement aufgebaut sind. Das Reglement wurde 1997 für die Rallye-Weltmeisterschaft eingeführt. World Rally Cars sind seitdem die höchste Fahrzeugklasse im Rallyesport.

## Technische Bestimmungen
Zwei verschiedene Reglements für World Rally Cars wurden in der Rallye-Weltmeisterschaft verwendet. Die erste Version, die mehr technische Freiheit erlaubte, bestand bis 2010. 2011 wurde ein neues, restriktiveres Reglement für World Rally Cars eingeführt.

### 1997 bis 2010
Beim 1997 eingeführten WRC-Reglement handelte es sich um eine Weiterentwicklung des alten Gruppe-A-Reglements. World Rally Cars mussten auf Serienfahrzeugen basieren, die in einer Stückzahl von mindestens 2500 hergestellt wurden. Im Gegensatz zum Gruppe-A-Reglement war zur Homologation der Rallyefahrzeuge aber keine Serienproduktion von Sondermodellen notwendig, welche die Eigenschaften der World Rally Cars besaßen. Somit entstanden auch einige World Rally Cars auf Basis von solchen Serienfahrzeugen, die nicht mit Turbomotoren und Allradantrieb erhältlich waren.
An den Fahrzeugen durften Modifikationen durchgeführt werden, um die technischen Bestimmungen des WRC-Reglements zu erfüllen. Diese beinhalteten einen maximalen Hubraum von 2 Litern, Turbolader mit Anti-Lag-System, Allradantrieb, ein sequentielles Getriebe mit Schaltwippen, Aerodynamik-Anbauteile, ein minimales Gewicht von 1230 Kilogramm und ein verstärktes Chassis für größere Steifigkeit.
Zur Begrenzung der Motorleistung wurden Luftmengenbegrenzer mit einem Durchmesser von 34 Millimetern vor den Turboladern der World Rally Cars platziert. Dadurch wurde der Luftdurchfluss auf 10 Kubikmeter pro Minute limitiert. Der Motor eines World Rally Cars leistete somit nur noch etwa 300 PS anstatt der ansonsten möglichen 330 bis 340 PS. Bei der Weiterentwicklung der Motoren konzentrierten sich die Hersteller daher weniger auf das Erzielen einer möglichst großen Motorleistung. Stattdessen wurde versucht, ein möglichst großes Drehmoment über ein weites Drehzahlband aufrechtzuhalten.

### Seit 2011
Für die Saison 2011 wurde das WRC-Reglement überarbeitet. Die World Rally Cars basieren nun auf dem Super-2000-Reglement und unterscheiden sich von Super-2000-Fahrzeugen im Wesentlichen durch ihren Motor und ein Aerodynamik-Paket. Die World Rally Cars seit 2011 weisen technisch eine größere Nähe zu den Serienfahrzeugen auf als die früheren World Rally Cars. Da die Mindestlänge von 4 Metern aufgehoben wurde, werden als Basisfahrzeuge nun ausschließlich Kleinwagen verwendet. Als Antrieb sind 1,6-Liter-Turbomotoren mit Direkteinspritzung vorgeschrieben. Die Drehzahl dieser Motoren ist auf 8500/min begrenzt. Es müssen Luftmengenbegrenzer mit einem Durchmesser von 33 Millimetern eingebaut werden, und der Ladedruck ist auf 2,5 bar begrenzt. Letzteres soll das Drehmoment unter 400 Nm halten. Der Gangwechsel erfolgt jetzt mechanisch mittels Schaltknüppel, Schaltwippen wurden verboten. Es sind ausschließlich mechanische Differentiale zugelassen. Das Mindestgewicht beträgt 1200 Kilogramm beziehungsweise 1350 Kilogramm mit Fahrer und Beifahrer, in beiden Fällen mit einem Ersatzrad beladen. Die Verwendung von exotischen Materialien ist stark eingeschränkt. Elektronische Fahrhilfen sind verboten.

#### Rundgang um ein World Rally Car
Im Vergleich zum Serienfahrzeug fällt beim WRC vor allem die Fahrzeugbreite auf. Die zurzeit auf 1820 mm beschränkte und von den Herstellern voll ausgenutzte Breite des WRC unterscheidet sich vom Serienmodell um circa 10 cm und macht Kotflügelverbreiterungen erforderlich. Die nächst auffälligen Unterschiede sind die Spoiler, hauptsächlich auf dem Kofferraumdeckel montiert. Sie dienen der Verbesserung der Straßenlage des WRC, insbesondere bei höheren Geschwindigkeiten, und bringen einen Unterschied von über 10 km/h Durchschnittsgeschwindigkeit auf den schnellsten Wertungsprüfungen der Rallye-Weltmeisterschaft. Die durch 4 mm dickes Plexiglas ersetzte Seitenverglasung unterscheidet das WRC vom Serien- und S2000-Fahrzeug. Diese Änderung dient hauptsächlich der Gewichtseinsparung im oberen Fahrzeugbereich. Die Fenster lassen sich nicht öffnen, und es sind in ihnen kleine Schiebefenster eingebaut, um die fehlende Möglichkeit des „Runterkurbelns“ auszugleichen. In der vorderen Stoßstange und der Motorhaube befinden sich mehrere vergitterte Öffnungen, welche einen größeren Luftdurchlass als im Serienfahrzeug ermöglichen. Auf dem Dach, direkt hinter der Windschutzscheibe, befindet sich eine mittig angeordnete Lufthutze. Diese dient der regulierbaren Luftzufuhr im Insassenraum. Links von der Lufthutze, über dem Fahrer, befindet sich meist ein Kameragehäuse.
Im Regelwerk ist festgelegt, dass World Rally Cars MacPherson-Federbeine an Vorder- und Hinterachse einsetzen müssen. Abhängig vom zu befahrenden Untergrund sind WRCs mit einer im Unterschied zum Serienfahrzeug sehr hohen oder geringen Bodenfreiheit ausgestattet. Diese lässt sich durch das manuell rasch höhen- und härteverstellbare Fahrwerk beeinflussen. Auf Schotter wird teilweise auf erstaunlich schlechten Strecken gefahren. Wo ein erfahrener Geländewagenfahrer zur Schrittgeschwindigkeit raten würde, bewegen sich die World Rally Cars, teilweise mehr auf der verstärkten Bodenplatte rutschend, in – für den Laien nicht nachvollziehbaren – Geschwindigkeiten. Das erfordert eine sehr robuste Bauweise, besonders im Fahrwerks- und Unterbodenbereich.
Bei Schotter-Rallyes sind 6,5x15″- und 7x15″-Felgen erlaubt. Auf Asphalt werden verpflichtend 8x18″-Felgen mit einem vorgeschriebenen Mindestgewicht von 8,9 kg verwendet. Die Lauffläche der Reifen darf 9″ nicht überschreiten. Ab der Saison 2011 werden WRCs exklusiv mit Michelin-Reifen ausgerüstet. Jede Art von Run-Flat-Systemen ist seit 2008 verboten.
Bei Asphaltrallyes sind die WRCs häufig auf landestypischen Nebenstraßen, mit den zu erwartenden Unebenheiten und Belagsschäden, unterwegs. Es wird nicht selten die Fahrbahn im Kurveninnenbereich komplett verlassen, um zu cutten. Deshalb müssen Rallyefahrzeuge, selbst bei einer niederen Bodenfreiheit, noch einen effektiven Federweg aufweisen. Die elastische Unterlippe an der vorderen Stoßstange hat sehr häufig Bodenkontakt, verhindert aber, zu viel Luft unter das Fahrzeug zu lassen. Auf allen Untergründen ist es wichtig, dass das Team den besten Mittelweg beim Fahrzeugsetup findet. Welchen Belastungen ein WRC – selbst auf Asphalt – während einer Rallye ausgesetzt ist, zeigt beispielsweise die Tatsache, dass es bei der Rallye Deutschland 2011 zu 113 gebrochenen Felgen kam. Um ein WRC auf den Asphalt-Wertungsprüfungen entsprechend verzögern zu können, werden innenbelüftete Scheibenbremsen mit einem Durchmesser von 355 mm an der Vorderachse und innenbelüftete 300-mm-Bremsscheiben an der Hinterachse eingesetzt. Die Vier-Kolben-Bremssättel an der Vorderachse sind wassergekühlt.

## Geschichte
Mit dem Ziel, neue Hersteller zur Teilnahme an der Rallye-Weltmeisterschaft zu bewegen, führte die FIA 1997 das Reglement für World Rally Cars ein. Während Subaru und Ford direkt ein World Rally Car an den Start brachten – Toyota stieß erst im weiteren Saisonverlauf mit einem WRC hinzu –, vertraute Mitsubishi zunächst weiterhin auf ein Fahrzeug nach Gruppe-A-Reglement. Doch das WRC-Reglement brachte den gewünschten Effekt. Nachdem 1998 mit Seat ein fünfter Hersteller hinzugewonnen wurde, stießen 1999 mit Škoda und Peugeot zwei weitere Hersteller hinzu. In den folgenden Jahren beteiligten sich stets sieben Werke an der Weltmeisterschaft. Zwar zogen sich Toyota und Seat relativ schnell wieder zurück, dafür begannen aber Hyundai und Citroën ihr Engagement. Im Laufe der Saison 2001 wechselte auch Mitsubishi, der als letzter Hersteller mit einem Gruppe-A-Auto erfolgreich im Feld der WRCs mitmischte, auf ein World Rally Car. Zur Mitte des Jahrzehnts begann sich die Teilnehmerzahl allmählich zu reduzieren. Zunächst stieg nach der Saison 2003 Hyundai aus. Nach der Saison 2005 beendeten auch Mitsubishi, Peugeot und Škoda ihr Engagement. Von einst sieben Herstellern waren somit 2006 nur noch drei werksseitig in der Weltmeisterschaft vertreten. Zwar ergänzte Suzuki 2008 als erster Neueinsteiger seit sieben Jahren das Feld um eigene World Rally Cars, wegen der Weltwirtschaftskrise zog sich Suzuki Ende des Jahres zusammen mit Subaru aber wieder aus der Weltmeisterschaft zurück.
Da die Rallye-Weltmeisterschaft ab 2009 nur noch mit zwei Marken ausgetragen wurde, sah sich die FIA zum Handeln gezwungen. Sie führte 2011 ein neues Reglement ein, wonach nur noch kostengünstigere, seriennähere Fahrzeuge zugelassen waren. Die World Rally Cars basierten nun auf dem Super-2000-Reglement und waren mit kleineren 1,6-Liter-Turbomotoren ausgerüstet. Mit diesem Beschluss hatte die FIA Erfolg, denn 2011 bereicherte mit Mini eine neue Marke das Fahrzeugfeld, und Volkswagen kündigte den Einstieg in die Rallye-Weltmeisterschaft mit einem eigenen World Rally Car zur Saison 2013 an. Im Oktober 2011 wurde in der Presse auf Indizien hingewiesen, dass sich auch Hyundai und Toyota mit der Entwicklung eigener World Rally Cars beschäftigten.
Von den Werksteams ausgemusterte World Rally Cars landeten vielfach in den Händen von Privatfahrern, die mit ihnen zum Teil in der Weltmeisterschaft fuhren, zum Teil aber auch in den nationalen Rallye-Meisterschaften. Die FIA wollte World Rally Cars als die höchste Fahrzeugklasse im Rallyesport nur in der Rallye-Weltmeisterschaft sehen. Daher übte sie Druck auf die nationalen Motorsportverbände aus, diese Fahrzeuge in ihren Wettbewerben zu verbieten. So wurden 2009 World Rally Cars in der Deutschen Rallye-Meisterschaft verboten, nicht aber in einigen Meisterschaften anderer Länder. Auch ab 2011 sind die alten World Rally Cars der Generation bis 2010 in einigen nationalen Meisterschaften nach wie vor zugelassen und werden dort von Privatfahrern weiterhin eingesetzt.

## Liste der World Rally Cars

### 1997 bis 2010
| Werkseinsatz | Fahrzeug                        | Anmerkungen | Bild    |
| Citroën      | Citroën                         | Citroën | Citroën |
| ------------ | ------------------------------- | --- | ------- |
| 2001–2005    | Citroën Xsara WRC               | War 2001 noch zu vereinzelten Testeinsätzen in der WM unterwegs. Wurde anschließend zu einem der erfolgreichsten World Rally Cars. Erzielte 32 Siege in der Rallye-WM und fuhr für Citroën drei Herstellertitel (2003, 2004 und 2005) ein. Sébastien Loeb wurde mit dem Xsara WRC 2004, 2005 und 2006 Weltmeister. Nach seiner Zeit im Citroën World Rally Team wurde das Fahrzeug 2006 und 2007 von Kronos Racing und noch 2009 vom Privatfahrer Petter Solberg erfolgreich in der Rallye-WM eingesetzt. |         |
| 2007–2010    | Citroën C4 WRC                  | Mit dem C4 WRC kehrte Citroën 2007 werksseitig in die Rallye-WM zurück. Setzte die Erfolgsgeschichte seines Vorgängers fort und siegte in Monte Carlo gleich bei seiner ersten Rallye. Erzielte 36 Siege in der Rallye-WM und fuhr für Citroën drei Herstellertitel (2008, 2009 und 2010) ein. Sébastien Loeb wurde mit dem C4 WRC 2007, 2008, 2009 und 2010 Weltmeister. |         |
| Ford         |                                 | |         |
| 1997–1998    | Ford Escort WRC                 | Eines der beiden ersten World Rally Cars. Wurde von M-Sport aus dem alten Escort RS Cosworth der Gruppe A zu einem WRC weiterentwickelt, obwohl die Serienproduktion des Basisfahrzeugs bereits ausgelaufen war. M-Sport setzte den Escort WRC noch für zwei Jahre in der Rallye-WM ein. Carlos Sainz senior erzielte damit 1997 zwei Siege. |         |
| 1999–2003    | Ford Focus RS WRC               | Debütierte 1999 als Focus WRC bei der Rallye Monte Carlo und siegte erstmals bei der Safari-Rallye. Erzielte insgesamt elf Siege in der Rallye-WM. Colin McRae scheiterte mit dem Fahrzeug 2001 nur knapp im Kampf um die Weltmeisterschaft. Das Fahrzeug erhielt 2001 nach neuer Homologation die Bezeichnung Focus RS WRC. |         |
| 2003–2005    | Ford Focus RS WRC               | Trug weiterhin die Karosserie der ersten Focus-Generation, war im Grunde aber eine komplette Neukonstruktion. Debütierte bei der Rallye Neuseeland 2003. Markko Märtin fuhr dieses Modell zu fünf Siegen in der Rallye-WM. War jedoch nie in der Lage, WM-Titel zu erringen. |         |
| 2005–2010    | Ford Focus RS WRC               | Hatte bei der Rallye Australien 2005 seine Premiere in der Rallye-WM. Entwickelte sich zu Fords erfolgreichstem World Rally Car und schaffte den Anschluss an die Citroëns. Erzielte innerhalb von fünf Jahren 28 Siege in der Rallye-WM und holte für Ford 2006 und 2007 den Herstellertitel. Ein Fahrertitel wurde mehrmals knapp verfehlt, als Marcus Grönholm 2006 und 2007 sowie Mikko Hirvonen 2009 schlussendlich gegen Sébastien Loeb das Nachsehen hatten.                                       |         |
| Hyundai      |                                 | |         |
| 2000–2003    | Hyundai Accent WRC              | Hyundais Versuch, in der Rallye-WM Fuß zu fassen. Erstmals bei der Rallye Schweden 2000 im WM-Einsatz. Trotz stetiger Weiterentwicklung gelang nie der Anschluss an die etablierten Teams. Punkte blieben eine Seltenheit, Platz vier war das beste Rallye-Ergebnis. Während der laufenden Saison 2003 zog sich Hyundai wieder aus der Rallye-WM zurück. |         |
| Mitsubishi   |                                 | |         |
| 2001–2002    | Mitsubishi Lancer Evolution WRC | Löste im letzten Drittel der Saison 2001 den Lancer Evo VI als letztes verbliebenes Gruppe-A-Auto ab. Erwies sich jedoch als nicht ausgereift und kostete Tommi Mäkinen 2001 womöglich den WM-Titel. Mitsubishi beendete 2002 mit dem Lancer Evolution WRC die Hersteller-WM auf dem letzten Platz und legte anschließend ein Jahr Pause zur Entwicklung eines neuen World Rally Cars ein. |         |
| 2004–2005    | Mitsubishi Lancer WRC           | Mit dieser Neuentwicklung kehrte Mitsubishi 2004 in die Rallye-WM zurück. Nach weiteren Verbesserungen fuhr der Lancer WRC 2005 zwei Mal auf das Podium. Dennoch stieg Mitsubishi nach der Saison 2005 wieder aus der Rallye-WM aus. Das MMSP-Team setzte noch bis 2007 einige Lancer WRC für Privatfahrer bei vereinzelten WM-Läufen ein. |         |
| Peugeot      |                                 | |         |
| 1999–2003    | Peugeot 206 WRC                 | Mit dem 206 WRC kehrte Peugeot 1999 in die Rallye-WM zurück. Debütierte bei der Rallye Korsika 1999. Das relativ kleine Fahrzeug war ein großer Erfolg. Erzielte 24 Rallye-Siege in der WM und gewann drei Herstellertitel (2000, 2001 und 2002). Marcus Grönholm wurde damit 2000 und 2002 Weltmeister, 2002 sogar mit mehr als doppelt so vielen Punkten wie der Zweitplatzierte. |         |
| 2004–2005    | Peugeot 307 WRC                 | Marcus Grönholm erzielte mit dem 307 WRC drei Siege in der Rallye-WM. Das World Rally Car mit seiner ungewöhnlichen Optik hatte jedoch nur eine sehr kurze Karriere in der Rallye-WM. Nach der Saison 2005 beendete Peugeot sein Werksengagement wieder. Bozian Racing setzte den 307 WRC 2006 noch ein weiteres Jahr erfolgreich in der WM ein. |         |
| Seat         |                                 | |         |
| 1998–2000    | Seat Cordoba WRC                | Mit dem Cordoba WRC war Seat in der Anfangszeit der WRC-Ära in der Rallye-WM am Start. Absolvierte nach Testeinsätzen gegen Saisonende 1998 anschließend zwei komplette WM-Saisons. Kam zwar drei Mal auf das Podium, Seat spielte aber keine größere Rolle als ein Mittelfeldteam und verließ die Rallye-WM bereits nach der Saison 2000. |         |
| Škoda        |                                 | |         |
| 1999–2003    | Škoda Octavia WRC               | Škoda engagierte sich mit dem Octavia WRC ab 1999 in der Rallye-WM. Erreichte jedoch nur vereinzelt die Punkteränge und schaffte nicht den Anschluss an die etablierten Teams. Bestes Ergebnis war Platz drei von Armin Schwarz bei der Safari-Rallye 2001. Wurde Mitte 2003 vom kleineren Fabia WRC ersetzt. |         |
| 2003–2005    | Škoda Fabia WRC                 | Hatte bei der Rallye Deutschland 2003 seine Premiere in der Rallye-WM. Brachte für Škoda aber keine merkliche Verbesserung der Resultate und fuhr weiterhin außerhalb der Reichweite des Podiums. Wurde nach Škodas werksseitigem Ausstieg aus der Rallye-WM 2006 noch für ein Jahr vom Privatteam Red Bull Škoda eingesetzt. |         |
| Subaru       |                                 | |         |
| 1997–2000    | Subaru Impreza WRC              | Wurde von Prodrive entwickelt und war eines der beiden ersten World Rally Cars, die bereits ab Saisonbeginn 1997 am Start standen. Piero Liatti holte damit bei der Rallye Monte Carlo 1997 den ersten Sieg eines World Rally Cars. Dieser Subaru Impreza WRC gewann insgesamt 20 WM-Rallyes und holte 1997 den Herstellertitel für Subaru. 2000 erschien eine stark überarbeitete Version, die auch die Grundlage für das Nachfolgemodell bildete.                                                       |         |
| 2001–2008    | Subaru Impreza WRC              | Die zweite Generation hatte eine sehr lange Karriere in der Rallye-WM und befand sich über sieben Jahre im Werkseinsatz. Holte 15 Siege bei WM-Rallyes und beförderte Richard Burns 2001 und Petter Solberg 2003 zum Weltmeistertitel. War trotz stetiger Weiterentwicklung ab 2006 allerdings nicht mehr siegfähig. |         |
| 2008         | Subaru Impreza WRC              | Subarus radikalste Neuentwicklung seit dem Gruppe-A-Impreza 1993. Debütierte bei der Rallye Griechenland 2008. Dort fuhr Petter Solberg den neuen Subaru Impreza WRC gleich bei seinem ersten Einsatz auf Rang zwei. Der Aufwärtstrend wurde jedoch durch die Weltwirtschaftskrise gebremst, wegen der Subaru sich am Saisonende 2008 aus der Rallye-WM zurückzog. |         |
| Suzuki       |                                 | |         |
| 2008         | Suzuki SX4 WRC                  | Suzuki war der letzte Hersteller, der in der Ära unter dem alten WRC-Reglement in die Rallye-WM einstieg. Nach vereinzelten Testeinsätzen mit dem SX4 WRC Ende 2007 absolvierte Suzuki 2008 eine komplette WM-Saison. Wurde nach Startschwierigkeiten allmählich konkurrenzfähiger und erreichte am Saisonende als bestes Ergebnis Platz fünf. Nach nur einem Jahr beendete Suzuki wegen der Weltwirtschaftskrise schon wieder sein Engagement in der Rallye-WM.                                          |         |
| Toyota       |                                 | |         |
| 1997–1999    | Toyota Corolla WRC              | Wurde ab der Rallye Finnland 1997 als drittes World Rally Car in der Rallye-WM an den Start gebracht. Erzielte vier Rallye-Siege und holte für Toyota 1999 den Herstellertitel. Anschließend verließ Toyota zugunsten des Formel-1-Projekts als erster Hersteller der WRC-Ära die Rallye-WM. |         |

### Seit 2011
| Werkseinsatz | Fahrzeug                   | Anmerkungen | Bild    |
| Citroën      | Citroën                    | Citroën | Citroën |
| ------------ | -------------------------- | --- | ------- |
| 2011–2016    | Citroën DS3 WRC            | Citroëns erstes World Rally Car nach dem neuen Reglement. Erzielte bis Ende der 2016er Saison sechsundzwanzig Siege in der Rallye-Weltmeisterschaft. Das Citroën Total World Rally Team gewann damit in der Rallye-Weltmeisterschaft 2011 und 2012 den Titel in der Herstellerwertung. Sébastien Loeb errang mit dem DS3 WRC seinen achten und neunten Fahrer-Weltmeistertitel. Nach dem Ausstieg Sebastien Loebs aus der Rallye-Weltmeisterschaft und mit dem Einstieg von Volkswagen Motorsport, sowie mit der Fokussierung von Citroën Racing auf die WTCC endete die Siegessträhne des DS3 WRC. Im Jahr 2016 stieg Citroën aus der Rallye-WM aus und startete nur an ausgewählten Läufen, da sich die Entwicklung ganz auf den 2017er C3 WRC konzentrierte. Kris Meeke konnte so ohne den Stress einer Meisterschaft einige Achtungserfolge erzielen, wie die Gesamtsiege bei der Rallye Wales und Rallye Finnland. |         |
| Ford         |                            | |         |
| 2011–2016    | Ford Fiesta RS WRC         | Fords World Rally Car nach dem 2011er Reglement. Erzielte bis Ende der Saison 2016 sechs Gesamtsiege und 57 Podestplätze in der Rallye-WM. Ende 2012 stieg Ford werksseitig aus dem Rallyesport aus. Allerdings führte das M-Sport-Team um Malcom Wilson das WRC Programm mit den Ford Fiesta RS WRC fort. Da M-Sport finanziell nicht unabhängig ist setzt das Team sehr auf den Kundensport, was auch erklärt wieso der Fiesta WRC das Auto ist, was in den letzten Jahren am meisten in der Rallye-WM aufgetaucht ist. Die M-Sport Fahrer waren über die Jahre unter anderem Mikko Hirvonen, Jari-Matti Latvala, Petter Solberg, Ott Tänak, Mads Ostberg, Evgeniy Novikov und Thierry Neuville. Auch bekannte Privatfahrer wie Robert Kubica und Ken Block vertrauten bei ihren WRC Einsätzen auf den Fiesta RS WRC. |         |
| Mini         |                            | |         |
| 2011–2012    | Mini John Cooper Works WRC | Mit dem Mini WRC auf Countryman-Basis war die Marke Mini erstmals seit ihrer Übernahme durch BMW in der Rallye-WM vertreten. Die Motoren kamen von BMW, entwickelt und montiert wurde das Fahrzeug bei Prodrive. Debütierte bei der Rallye Sardinien 2011 und präsentierte sich vor allem bei Asphalt-Rallyes stark, wobei es jedoch nur bei einigen Achtungserfolgen blieb. Dani Sordo erreichte bei der Rallye Catalunya 2011 sowie bei der Rallye Monte Carlo 2012 den 2. Rang. Nach nur 2 mäßig erfolgreichen Saisons mit vielen Fahrerwechseln zog Mini den Stecker und die Einsätze durch Prodrive wurden beendet. |         |
| Volkswagen   |                            | |         |
| 2013–2016    | VW Polo R WRC              | Ein erster fahrbereiter Prototyp wurde auf der IAA 2011 präsentiert. Der zweifache Rallye-Weltmeister Carlos Sainz senior und der VW-Testpilot Dieter Depping absolvierten Anfang November 2011, in den Weinbergen rund um Trier, die ersten Testfahrten in Vorbereitung auf den WRC-Einstieg. Ab 2013 engagierte sich Volkswagen mit dem Polo R WRC in der Rallye-WM. Volkswagen wurde in den Jahren 2013–2016 mit seinem Fahrerduo Sébastien Ogier und Julien Ingrassa Fahrerweltmeister sowie Konstrukteursweltmeister. Über die 4 Saisons waren im Fahrerkader weiterhin Jari-Matti Latvala und Andreas Mikkelsen (Volkswagen Motorsport II). Nach dem Diesel Skandal in Amerika verkündete Volkswagen den Ausstieg aus der Rallye-WM aus finanziellen Gründen. Dies kam sehr überraschend, da das 2017er Auto nach neuem Reglement schon fertig entwickelt war. |         |
| Hyundai      |                            | |         |
| 2014–2015    | Hyundai i20 WRC            | Hyundai startete ab der Saison 2014 mit dem i20 WRC an der Rallye-WM. Als Testfahrer hat Hyundai Bryan Bouffier, Juho Hänninen und Chris Atkinson verpflichtet. Im Jahr 2014 starteten für Hyundai Motorsport Thierry Neuville, Hayden Paddon, Dani Sordo, Juho Hänninen, Chris Atkinson und Bryan Bouffier. Gleich in der ersten Saison gelang Hyundai Motorsport ein riesiger Erfolg mit dem Gesamtsieg von Thierry Neuville bei der Rallye Deutschland, dies nach einem Überschlag beim Shakedown. Sein Teamkollege Dani Sordo erreichte den 2. Rang. Hyundai erreichte den 4. Rang in der Teamwertung und Thierry Neuville war mit seinem 6. Rang in der Fahrer Wertung bester Hyundai Pilot. In der Saison 2015 stieß der Niederländer Kevin Abbring als Testfahrer zu Hyundai Motorsport und fuhr auch mehrere Einsätze in der WM. Dieses Mal reichte es für Hyundai bereits für den 4. Gesamtrang in der Teamwertung Rallye-Weltmeisterschaft, Thierry Neuville war erneut erfolgreichster Fahrer mit einem 6. Gesamtrang in der Fahrwertung. Hyundai etablierte sich immer mehr als konkurrenzfähiges Team. Der i20 WRC der alten Generation wurde 2016 nur noch von Kevin Abbring in der WM eingesetzt. |         |
| 2016         | Hyundai i20 WRC (NG)       | In der Saison 2016 startete das Hyundai Team mit dem neu entwickelten i20 WRC der neuen Generation. Bei diesem Auto handelt es sich um einen Fünftürer, im Gegensatz zu den meisten anderen WRCs. Wie auch 2015 waren die Fahrer Thierry Neuville, Hayden Paddon und Dani Sordo. Die neue Entwicklung des Hyundais war ein richtiger Erfolg und brachte die drei Piloten regelmäßig auf die vorderen Ränge. Paddon gewann die Rallye Argentinien 2016, Neuville siegte bei der Rallye Sardinien. Am Ende der Saison stand das Team auf dem 2. Rang in der Herstellerwertung, hinter Volkswagen. Thierry Neuville beendete seine Saison ebenfalls auf dem 2. Rang in der Fahrerwertung, Paddon und Sordo wurden 4. und 5. |         |

## Seit 2017
Der 1,6-l-Turbo-Motor wurde entsprechend den 2017 World Rally Car-Vorschriften beibehalten, der Durchmesser des Luftmengenbegrenzers (Restriktor) wurde jedoch von 33 mm auf 36 mm erhöht. Die Motorleistung stieg von 330 PS (242,7 kW) auf 380 PS (283,4 kW). Das Drehmoment liegt bei 450 Nm. Das zulässige minimale Fahrzeuggewicht wurde um 25 kg auf 1175 kg verringert. Die Maximalgeschwindigkeit liegt weiterhin bei ca. 200 km/h.
Den Herstellern wird auch mehr Freiheit gegeben, die aerodynamische Leistung zu maximieren, große Bremskühlkanäle in den Verkleidungen vergrößern die Radkästen, Diffusoren werden nun auch benutzt. Die Breite des Fahrwerks und damit auch die der Radkästen wuchs um 5,5 cm auf nun maximal 1.875 mm. Auch dürfen elektronisch gesteuerte aktive Mitteldifferenziale verwendet werden, während die vorderen und hinteren Differentiale mechanisch bleiben.
VW verließ den WRC-Betrieb; dafür stieg Toyota wieder ein.

### Seit 2017
| Werkseinsatz | Fahrzeug              | Anmerkungen | Bild    |
| Citroën      | Citroën               | Citroën | Citroën |
| ------------ | --------------------- | --- | ------- |
| seit 2017    | Citroën C3 WRC        | Der Citroën C3 WRC ist ein Rallye-Auto, das vom Citroën World Rally Team entwickelt wurde. Das Auto, das den erfolgreichen Citroën DS3 WRC ersetzt, basiert auf dem Citroën C3. Das Citroën World Rally Team gewann mit diesem Wagen die Rallye Mexiko und die Rallye Katalonien, sowie 6 Podiumsplätze. Beide Siege wurden von Kris Meeke eingefahren. |         |
| Ford         |                       | |         |
| seit 2017    | Ford Fiesta WRC       | Der Ford Fiesta WRC ist ein World Rally Car, das vom M-Sport World Rally Team für den Einsatz in der World Rally Championship ab 2017 gebaut wird. Es basiert auf dem 2017 Ford Fiesta Straßenauto und ersetzte den Ford Fiesta RS WRC, der zwischen 2011 und 2016 konkurrierte. Mit diesem Auto fahren Sébastien Ogier, Ott Tänak und Elfyn Evans. Sébastien Ogier sicherte sich 2017 den Fahrertitel und gewann zweimal die Rallye Monte Carlo                        |         |
| Hyundai      |                       | |         |
| seit 2017    | Hyundai i20 Coupe WRC | Der Hyundai i20 Coupe WRC ist ein World Rally Car, das von Hyundai für den Einsatz in der World Rally Championship ab 2017 gebaut wurde. Er basiert auf dem Kleinwagen Hyundai i20 und ist der Nachfolger des zwischen 2014 und 2015 eingesetzten Hyundai i20 WRC. Das Auto wird von Thierry Neuville, Dani Sordo und Hayden Paddon erfolgreich gefahren. Thierry Neuville erzielte 2017 vier Siege und wurde zweiter in der Fahrerwertung                              |         |
| Toyota       |                       | |         |
| seit 2017    | Toyota Yaris WRC      | Der Toyota Yaris WRC ist ein World Rally Car von Toyota Gazoo Racing WRT. Das Auto basiert auf dem Toyota Yaris und ist das erste Auto, mit dem Toyota in der WRC seit seinem Rücktritt von der Meisterschaft am Ende der Saison 1999 konkurrierte. Er wird von Jari-Matti Latvala, Juho Hänninen und Esapekka Lappi gefahren. Sie konnten mit dem Toyota Yaris WRC nur zwei Siege in der Saison 2017 erzielen, doch die Saison 2018 lief für die Japaner etwas besser. |         |